# Synidotea fecunda
Synidotea fecunda là một loài chân đều trong họ Idoteidae. Loài này được Javed & Yasmeen miêu tả khoa học năm 1994.